# Paracotis sabinei
Paracotis sabinei là một loài bướm đêm trong họ Geometridae.